# تیم ملی والیبال مردان پرو
تیم ملی والیبال مردان پرو تیم ملی والیبال مردان کشور پرو است.